# Crkva sv. Luke kod Supetra
Crkva sv. Luke nalazi se između Supetra i Donjeg Humca.

## Opis
Jednobrodna poljska crkvica sv. Luke izgrađena je u 11. stoljeću. Ranoromanička građevina s polukružnom apsidom presvođena je bačvastim svodom s jednim parom pilastara koji nose pojasni luk. Na žbuci u unutrašnjosti crkve urezani su srednjovjekovni brodovi. Nad ulazom je viseći luk s dvostrešnim krovom. U blizini crkve je kasnoantički sarkofag s reljefnim križem.

## Zaštita
Pod oznakom Z-1555 zavedena je kao nepokretno kulturno dobro - pojedinačno, pravna statusa zaštićena kulturnog dobra, klasificirano kao "sakralna graditeljska baština".